# Trenbolon
Trenbolon (ugs. Tren) ist ein synthetisch hergestellter Arzneistoff aus der Gruppe der anabolen Steroide mit mäßig androgener (vermännlichender) und stark anaboler Wirkung. Es wird hauptsächlich in der Rinderzucht eingesetzt. In der Humanmedizin hat Trenbolon heute keine Bedeutung mehr, wird aber missbräuchlich als Dopingmittel zwecks Muskelaufbau und Leistungssteigerung verwendet. Es ist als Nandrolon-Abkömmling ein männliches Sexualhormon.

## Anwendungsgebiet
Die Substanz wurde zunächst in Form des Trenbolonhexahydrobenzylcarbonats, später dann als Trenbolonacetat für Marktpräparate verwendet. Die Mittel werden vor allem in den USA und Kanada zur Steigerung der Mastleistung von Färsen und Ochsen verwendet und dabei teilweise auch mit Estradiol und Tylosin kombiniert. Auch bei der Schlachtkuh ist Trenbolon hoch wirksam, allerdings überall verboten. In der Milch und im Fleisch kann Trenbolon bei mit Trenbolonacetat behandelten Kühen nachgewiesen werden. Gegenwärtig gibt es das Veterinärsteroidimplantat Finaplix. Es ist ein Steroidimplantat mit dem Ester-Acetat, welches vorrangig Jungkühen implantiert wird.

## Geschichte
Trenbolon wurde erstmals im Jahre 1963 in Frankreich vom Wissenschaftler Leon Valluz und Mitarbeitern im Auftrag des Pharmakonzern Roussel Uclaf (jetzt Sanofi) synthetisiert. Es kam zwei Jahrzehnte später in Form von Finajet in den USA und Finaject in Frankreich für die Veterinärmedizin auf den Markt; hier vorrangig in der Rinderzucht. In der Humanmedizin wurde Trenbolon 1987 offiziell auf den Markt gebracht. Das französische Pharmaunternehmen Negma Laboratories führte es unter dem Markennamen Parabolan ein. 1997 stellte Negma Laboratories die Produktion ein. Parabolan ist das einzige Trenbolon enthaltende Präparat, das jemals für Menschen zugelassen war. Parabolan war eines der meistgefälschten Arzneimittel überhaupt. Aufgrund des damals hohen Grundstoffpreises für Trenbolon wurde bei den Fälschungen teilweise statt Trenbolon der Wirkstoff Nortestosterondecanoat eingesetzt. Trenbolonpräparate werden heutzutage zu Dopingzwecken in „Untergrundlaboratorien“ hergestellt und vertrieben. Der Handel und die Abgabe mit Trenbolon enthaltenden Präparaten ohne Zulassung bzw. Erlaubnis ist nach dem Arzneimittelgesetz untersagt. Ein Besitz von mehr als 150 mg wird gemäß der Dopingmittel-Mengen-Verordnung als „nicht geringe Menge“ gewertet und steht unter Strafe.

## Eigenschaften und Wirkungsweise
Der Name leitet sich aus der Struktur ab: 17β-Hydroxyestra-4,9,11-trien-3-on, das ‚trien‘ in der Formel ist hier namensgebend und deutet auf eine weitere Eigenschaft des Trenbolon hin, nämlich insgesamt drei C=C-Doppelbindungen ausgehend von den Kohlenstoffatomen in den Positionen 4, 9 und 11.
Trenbolon ist ein Derivat von Nandrolon, in seiner Wirkung jedoch stärker als Nandrolon. Die Wirkung von Trenbolon unterscheidet sich jedoch erheblich von der des Nandrolons. So kann Trenbolon beispielsweise nicht durch Aromatisierung in Östrogen umgewandelt werden. Die Delta-9-Gruppe innerhalb der Molekularstruktur besetzt eine Brücke, welche für die Aromatisierung des A-Ringes notwendig wäre. Da diese Gruppe nicht durch einen metabolischen Vorgang entfernt ist, ist eine Östrogenkonvertierung im Körper unmöglich. Auch wenn Nandrolon nur schwach aromatisiert, kann während seiner Anwendung der Östrogenspiegel trotzdem merkbar ansteigen. Bei Trenbolon hingegen ist sogar eine Senkung des Serumöstrogenspiegels zu erwarten, da es die endogene Testosteronproduktion unterdrückt, welche wiederum die primäre Grundsubstanz für die Östradiolproduktion im männlichen Körper darstellt.
Auch wenn Trenbolon zu den Nandrolonabkömmlingen gehört, ist es androgener als Nandrolon selbst. Der erste Grund hierfür ist, dass Trenbolon eine stärkere Bindung mit dem androgenen Rezeptor eingeht. Diese Eigenschaft ist auch charakteristisch für Nandrolon, welches im Vergleich zu Testosteron in dieser Beziehung um ein Mehrfaches aktiver ist. Die Bindungsfähigkeit von Trenbolon an den androgenen Rezeptor wird durch die Doppelbindungen an den Positionen Delta 9 und 11 im Vergleich zu Nandrolon aber noch verstärkt und macht Trenbolon zu einem potenteren Agonisten des androgen Rezeptors als Nandrolon selbst. Inwiefern die Progesteron-Wirkung des Trenbolon in simultaner Einnahme mit aromatisierenden Arzneimitteln Wasser- und Fetteinlagerungen hervorrufen kann, ist nicht eindeutig geklärt und umstritten.
Trenbolon bindet stärker an den Androgenrezeptor als Testosteron. Trenbolon weist im Bezug auf die anabole Wirkung (Massezuwachs) etwa die gleiche Effektivität auf wie Testosteron, jedoch lässt es aufgrund der fehlenden Umwandlung zu DHT nicht die Prostata anwachsen.
Es beeinflusst wie Testosteron die Entwicklung der männlichen Geschlechtsorgane und den Eiweißaufbau in der Muskulatur. Beim durchschnittlichen Mann ist das Verhältnis im Körper von Testosteron zu Nandrolon 50:1.
Trenbolon unterdrückt die Bildung von Cortisol und wirkt dadurch hemmend auf den Muskelabbau (antikatabol). Trenbolon verdrängt genauso gut Cortisolagonisten wie z. B. das Dexamethason vom Glucocorticoidrezeptor und hemmt die Synthese des Cortisol, etwa 1,5-mal so stark wie Testosteron. Trenbolon verhindert zudem die Umwandlung des schwächeren Cortisons zu Cortisol über das 11β-HSD-Enzym. Eine verhinderte Cortisolwirkung und -Konzentration führt laut psychologischen Studien z. B. auch zu erhöhtem aggressivem Verhalten.
Ferner fördert Trenbolon den Muskelaufbau und die Muskelregeneration, indem es die Sensibilität für bestimmte Wachstumsfaktoren wie FGF und IGF-1 erhöht.
Die starken anabolen Wirkungen von Trenbolon beruhen unter anderem auf einer deutlichen Steigerung der Stickstoffeinlagerung in die Muskulatur und einer Erhöhung der IGF-1-Ausschüttung durch die Leber und im Muskel selbst. Laut Studien kann Trenbolon die IGF-1-Ausschüttung im Körper verdoppeln und bewirkt gleichzeitig, dass die Satellitenzellen der Muskulatur, welche für die Reparatur der Muskelschäden (z. B. durch Training oder anderweitige Belastung) und das Muskelwachstum mit verantwortlich sind, empfindlicher auf IGF-1 und andere Wachstumsfaktoren reagieren.
Trenbolon kann – im Gegensatz zu Testosteron – im menschlichen männlichen Körper nicht zu Östrogen konvertieren. Bei Tieren ist dies möglich. Bei Tierversuchen wurde eine Konvertierungsrate von 1,9 % festgestellt.
Als Nandrolon-Derivat unterdrückt Trenbolon binnen kurzer Zeit die eigene Hormonproduktion des Körpers, so dass im männlichen Körper kein Testosteron mehr produziert wird, wodurch eine ausreichende Erektion ohne zusätzliche Testosteroninjektionen auf die Dauer nicht möglich ist.
Durch die Progesteronwirkung des Trenbolons wird beim Mann die Erektionsfähigkeit zusätzlich beeinträchtigt.
Auch bei einer Gabe von 1:1 Trenbolon zu Testosteron ist bei über 50 % der betroffenen eine Verschlechterung der Erektionsfähigkeit festzustellen. Die zeitgleiche Einnahme von Potenzmitteln schafft zwar meistens Abhilfe, kann jedoch zu Gefühlsverlust im Penis und zu erschwertem Orgasmus führen. Als langfristig erfolgreich hat sich die Behandlung mit Cabergolin erwiesen, dieses senkt den Progesteron- und Prolaktinspiegel. Somit wird die Ursache und nicht das Resultat bekämpft.
Trenbolon ist heute in mehreren veresterten Varianten verfügbar: Acetat (Kurzzeit, ca. 1 Tag), Enantat (Langzeit, ca. 4,5–5 Tage) und: Hexahydrobenzylcarbonat (Mittel, ca. 2,5–3 Tage). Hexahydrobenzylcarbonat ist unter seinem Markennamen Parabolan bekannt.

## Missbrauch im Sport
Da Nandrolon und Trenbolon eine wesentlich höhere Aktivität als Testosteron aufweisen und das Verhältnis zwischen virilisierender Wirkung und anaboler Wirkung zugunsten des Stoffwechseleffekts verschoben ist, ist es als Dopingmittel von größerem Interesse.
Trenbolon ist ein bekanntes Dopingmittel und wird häufig von Bodybuildern zum Muskelaufbau benutzt. Seine muskelfördernde Wirksamkeit ist 10- bis 15-mal stärker als die von Testosteron, da es im Gegensatz zu Testosteron „magere“ Muskelmasse aufbaut, daher werden weder Fett angesetzt noch Wasser eingelagert. Die Gewichtszunahme wird dadurch fast ausschließlich durch die Zunahme an fettfreier Muskelmasse erzielt. Des Weiteren soll Trenbolon einen kontinuierlichen Kraftzuwachs bewirken, der sich im Vergleich zum Testosteron zwar langsamer, dafür aber länger anhaltend entwickeln soll. Trenbolon wird von Bodybuildern und Kraftsportlern ebenfalls im Rahmen einer Diät benutzt, da es den Abbau von Muskelmasse hemmt. Es wird oft mit Testosteron oder Drostanolon kombiniert, um den Effekt zu verstärken. In Verbindung mit Somatropin, Insulin und/oder IGF-1-Injektionen kann es zu einem massiven Zuwachs an Muskelmasse kommen; jedoch besteht bei dieser Kombination, mittels derer eine extrem hohe IGF-1-Ausschüttung erreicht wird, die akute Gefahr der Antikörperbildung sowie der Herausbildung von Stoffwechselerkrankungen.
Trenbolon beeinflusst die Hormonproduktion des Körpers sehr stark. Auch wird die Testosteronproduktion reduziert, was insbesondere nach dem Absetzen ohne entsprechende Wiederaufbautherapie zu einem monatelang andauernden Ungleichgewicht im Hormonspiegel führen kann. Eine nicht rückgängig zu machende Störung der Hormonproduktion ist möglich.

### Nachweisbarkeit
Trenbolon steht auf der Verbotsliste der World Anti-Doping Agency (WADA).
Nandrolon, Methyltrenbolon sowie Trenbolon lassen sich nach Isolation aus Urinproben empfindlich mit der Kombination aus Flüssigkeitschromatographie (LC) und Massenspektrometrie (MS) nachweisen.
Trenbolon wurde 2008 vor den Olympischen Spielen in Peking unter anderem bei elf Gewichthebern und einer Leichtathletin mit Hilfe des chromatografischen Verfahrens HPLC-MS/MS festgestellt. Hierbei lieferten charakteristische Produkt-Ionen, im Besonderen bei Analyten mit struktureller Verwandtschaft zwischen Trenbolon und Methyltrenbolon, Hinweise auf die missbräuchliche Anwendung.

### Nebenwirkungen
Bei dem Einsatz von Trenbolon an Männern wurden folgende Nebenwirkungen beobachtet:
- Verschlechterung der Leberwerte und der Herzfunktion (bei Langzeitanwendern ist eine dauerhafte Schädigung nicht selten)
- starkes Schwitzen (besonders stark)
- Schlafstörungen (besonders stark)
- Aggressionen
- Erhöhung des Blutdrucks
- erhöhtes Risiko für einen Herzinfarkt
- Verschlechterung der Blutfettwerte und Blutgerinnungsstörungen
- Unterdrückung der körpereigenen Hormonproduktion
- Reduzierung oder Abschaltung der Libido.

Bei Frauen entwickelt Trenbolon als Abkömmling eines männlichen Sexualhormons trotz seiner nur mäßig androgenen Wirkung noch weitere Nebenwirkungen:
- Vertiefung der Stimme (dunkler, männlicher)
- Körperhaarwachstum
- Gesichtsbehaarung
- das Ausbleiben der Periode
- Vergrößerung der Klitoris (Klitorishypertrophie) mit eventuell eintretender Unfruchtbarkeit (nicht immer rückgängig zu machen)
- allgemeine Vermännlichung des Körpers, beispielsweise die Gesichtszüge

Insbesondere konnte bisher kein konkreter Grund für das starke Schwitzen und die Schlafstörungen festgestellt werden, während einige Studien den Grund des beschleunigten Stoffwechsels annehmen, gehen andere von dem erhöhten IGF-Ausstoß als Grund aus.

### Wechselwirkungen mit anderen Mitteln
Die Kombination von Trenbolon mit anderen missbräuchlich verwendeten Substanzen wie Clenbuterol, Ephedrin und Drostanolon steigert unerwünschte Wirkungen wie Herzbelastung, übermäßiges Schwitzen und die Verschlechterung der Blutfettwerte.